# راجر میرسون
راجر میرسون (زادهٔ ۲۹ مارس ۱۹۵۱ میلادی) اقتصاد دان آمریکایی و برندهٔ جایزهٔ نوبل است.
او استاد دانشگاه شیکاگو است.

## زندگی‌نامه
راجر میرسون در تاریخ ۲۹ مارس ۱۹۵۱ در بوستون از یک خانوادهٔ یهودی چشم به جهان گشود. وی تحصیلات عالیه خود را در دانشگاه هاروارد گذراند و در سال ۱۹۷۶ موفق به اخذ مدرک دکترا در همان دانشگاه شود. رسالهٔ دکترای وی نظریه‌ای بر بازی‌های مشارکتی(به انگلیسی: A Theory of Cooperative Games) بود.
وی در سال ۱۹۸۰ با رجینا وبر ازدواج کرد که حاصل این ازدواج دو فرزند به نام‌های دنیل و ربکا بود.

## تألیفات
Game theory and mechanism design
- "Graphs and Cooperation in Games," Mathematics of Operations Research 2 (1977), ۲۲۵–۲۲۹.
- "Two-Person Bargaining Problems and Comparable Utility," Econometrica ۴5 (1977), ۱۶۳۱–۱۶۳۷.
- "Refinements of the تعادل نش Concept," International Journal of Game Theory 7 (1978), ۷۳–۸۰.
- "Incentive Compatibility and the Bargaining Problem," Econometrica ۴7 (1979), ۶۱–۷۳.
- "Optimal Auction Design," Mathematics of Operations Research 6 (1981), ۵۸–۷۳.
- "Mechanism Design by an Informed Principal," Econometrica ۵1 (1983), ۱۷۶۷–۱۷۹۷.
- "Two-Person Bargaining Problems with Incomplete Information," Econometrica ۵2 (1984), ۴۶۱–۴۸۷.
- "Bayesian Equilibrium and Incentive Compatibility," in Social Goals and Social Organization, edited by L. Hurwicz, D. Schmeidler, and Hugo Sonnenschein, Cambridge University Press (1985), ۲۲۹–۲۵۹.